# Telmatoscopus spicocaudus
Telmatoscopus spicocaudus är en tvåvingeart som beskrevs av Quate 1957. Telmatoscopus spicocaudus ingår i släktet Telmatoscopus och familjen fjärilsmyggor.
Artens utbredningsområde är Madagaskar. Inga underarter finns listade i Catalogue of Life.